# 鹿屋市立市成中学校
鹿屋市立市成中学校（かのやしりつ いちなりちゅうがっこう）は、鹿児島県鹿屋市輝北町市成にあった市立中学校。

## 概要
1947年に当時の市成村唯一の中学校として開校。その後、市町村合併により1956年4月より輝北町立市成中学校、2006年より鹿屋市立市成中学校と改称された。2010年4月時点の生徒数は56人、1学年1学級。
鹿屋市域のうち旧輝北町の市成および諏訪原に居住する生徒（市成小学校・高尾小学校の卒業生）を対象としていた。旧輝北町内の学校統廃合により2011年3月末をもって閉校され、同年4月より旧市成中学校敷地に鹿屋市立輝北中学校が開校した。